# 42091
ТС-42091 или «Таджикистан-42091» — советский, российский и украинский автобус среднего класса на базе грузовика ЗИЛ-4331.

## История
Автобус 42091 разработал по заказу министерства среднего машиностроения СССР на рубеже 1980х — 1990х годов львовский Всесоюзный конструкторско-экспериментальный институт автобусостроения (ВКЭИавтобуспром) как специальный вахтовый автобус для тяжёлых дорожных условий. Руководителем разрабатывавших автобус коллектива специалистов являлся Я. Д. Галькевич, ведущим конструктором проекта являлся С. В. Войткив. Первый предсерийный образец автобуса был изготовлен специалистами экспериментального цеха ВКЭИ в 1990 году. Летом 1991 года автобус 42091 вошёл в перечень продукции ВКЭИ. Планировалось также создать грузопассажирскую и туристическую версии на двухосном шасси КрАЗ.
Освоить серийное производство нового автобуса предполагалось на Чкаловском автобусном заводе в городе Чкаловск Таджикской ССР под наименованием «Таджикистан-42091» — здесь начали изготовление одного автобуса, который остался недостроенным в связи с остановкой деятельности предприятия в условиях политического кризиса и начавшихся боевых действий (хотя в 1993 году было объявлено о намерении восстановить производство, этого не произошло). 
Автобус планировал производить российский концерн «Автрокон» на нескольких своих предприятиях. В 1993 году «Укравтобуспром» (бывший ВКЭИ) изготовил для «Автрокона» вариант с утеплённым кузовом, названный АКА-4213 («АКА» — Автобусостроительная компания Автрокон), показанный на одном из автосалонов и испытанный на Дмитровском автополигоне. В 1993-1994 гг. на строящемся Сургутском автобусном заводе изготовили три автобуса САвЗ-4213 (два имели в задней стенке аварийную дверь), а затем строительство завода в Сургуте было заморожено. На заводах в Алексине (Тульская область) и Мичуринске не собрали ни одного автобуса. В итоге концерн отказался от производства автобуса.
В 1993 году на Будённовском ремонтно-механическом заводе построили ещё два опытных образца автобуса модели 4213, но нехватка средств заставила отказаться от организации их серийного производства. Не увенчались успехом и попытки завода «Новая БряньСельмаш».
В 1996 г. фирма «КомТранс» из Орехово-Зуево взяла модель 42091 за основу при создании многоцелевого автобуса КТ-4222 «Рокада».
Также, после провозглашения независимости Украины была предпринята попытка освоить производство автобуса 42091 на заводе «Металлист» в городе Староконстантинов Хмельницкой области, где их под наименованием «Старт» собирали до начала 2000-х.

## Описание
Автобус 42091 относится к категории высокопольных автобусов среднего класса (высота уровня пола составляет 1055 мм). Построен по рамно-раздельной схеме на шасси дизельного грузовика ЗИЛ-4331.
Основными элементами конструкции являются рамное шасси и цельнометаллический сварной кузов, который имеет короткокапотную компоновку (двигатель частично расположен в салоне). Ёмкость багажного отсека - 1,85 м³.
Конструкция в значительной степени унифицирована с опытным автобусом малого класса 4209 (построенном на шасси ЗИЛ-4333); лобовое стекло взято от автобуса ПАЗ-3205; два гидравлических телескопических амортизатора — от МАЗ-500; боковые и задние окна, пассажирская дверь и вентиляционные люки взяты от автобуса ЛАЗ-4207. Отдельные элементы облицовки кузова взаимозаменяемы с ЛАЗ-4206.
Коробка переключения передач — механическая 8-ступенчатая.
Пассажирская дверь одностворчатая, шириной 810 мм.
Ёмкость топливного бака — 170 литров (что обеспечивает запас хода в 860 км по автодороге с твёрдым покрытием).
Шины 260-508R.